# Hubuškija
Hubuškija je bilo železnodobno srednjevzhodno azijsko kraljestvo  med urartsko in asirsko vplivno sfero. 
Natančna lokacija Hubuškije ni znana. V asirskih letopisih iz 10. in 9. stoletja pr. n. št. je omenjenih nekaj kraljev Hubuškije, med njimi Kaki in Data ali Dadi. Asirski zapisi beležijo predvsem odnose med Asirskim cesarstvom in Hubuškijo proti koncu 9. stoletja pr. n. št. Asirske odprave so večkrat prečkale Hubuškijo in pobirale davek od njenih kraljev ali pa jo zavzemale s silo, če se je upirala. Zaradi stalnih sporov med Asirijo in kraljestvom Urartu je Hubuškija sčasoma izgubila svojo neodvisnost. Njen položaj med tema sprtima silama nekaterim zgodovinarjem kaže, da je imelo kraljestvo Hubuškija središče v porečju Velikega Zapa v današnji provinci Hakkari v vzhodni Anatoliji v Turčiji.
Naslednici kraljestva Hubuškija sta bili armenski kneževini Moks (Mokk, Mogk, Moxoene) in Andzevacik. 

## Sklica
1. ↑  Jean-Jacques Glassner. Mesopotamian Chronicles, Atlanta, 2004, str. 168-171.
2. ↑  Veli Sevin, Mystery Stelae, Archaeology, Volume 53, Number 4, (julij/avgust 2000).